# Distrito electoral de Sparta (Illinois)
Sparta (en inglés: Sparta Precinct) es un distrito electoral ubicado en el condado de Randolph en el estado estadounidense de Illinois. En el Censo de 2010 tenía una población de 5387 habitantes y una densidad poblacional de 42,53 personas por km².

## Geografía
Sparta se encuentra ubicado en las coordenadas 38°6′41″N 89°40′32″O / 38.11139, -89.67556. Según la Oficina del Censo de los Estados Unidos, Sparta tiene una superficie total de 126.68 km², de la cual 125.6 km² corresponden a tierra firme y (0.85%) 1.07 km² es agua.

## Demografía
Según el censo de 2010, había 5387 personas residiendo en Sparta. La densidad de población era de 42,53 hab./km². De los 5387 habitantes, Sparta estaba compuesto por el 82.88% blancos, el 14.66% eran afroamericanos, el 0.32% eran amerindios, el 0.43% eran asiáticos, el 0.07% eran isleños del Pacífico, el 0.43% eran de otras razas y el 1.21% pertenecían a dos o más razas. Del total de la población el 1.65% eran hispanos o latinos de cualquier raza.